# Церковь Воздвижения Креста Господня (Сокольниково)
Церковь Воздвижения Креста Господня (Церковь Воздвижения Честного Креста Господня на Люторицком погосте) — православный храм в деревне Сокольниково Московской области.
Адрес: Московская область, Домодедовский район, село Сокольниково, улица Заречная, 1.

## История

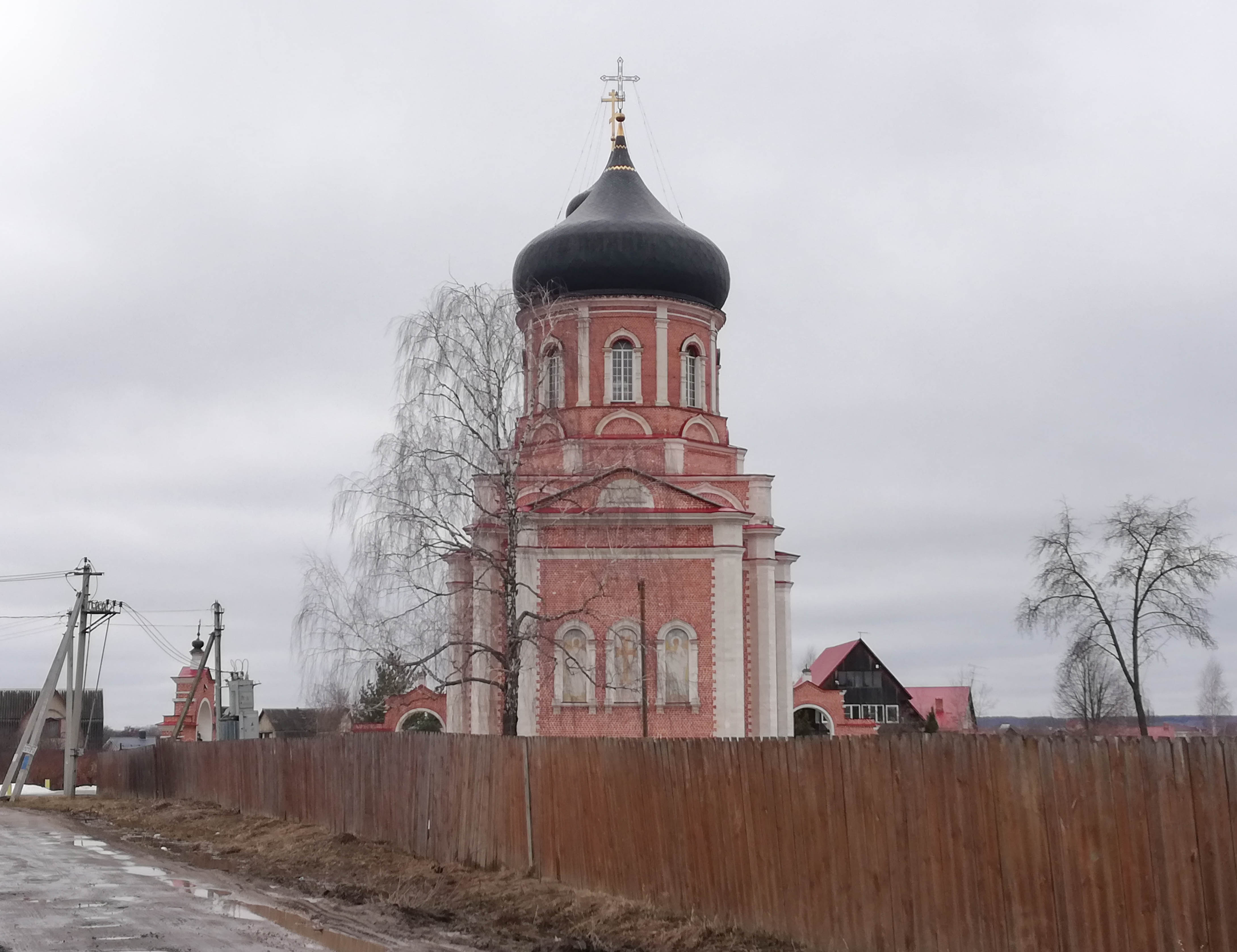
Вид со стороны деревни Сокольниково в 2021 году

Церковь в честь Воздвижения Креста Господня существовала на погосте возле реки Лютерице ещё в XVI веке, но в годы Великой смуты погост опустел. Позднее поставили новую церковь, а рядом с ней появился и церковный причт. В 1756 году отставной полковник Фёдор Данилович Шиповский построил новую деревянную церковь в честь Честного и Животворящего Креста Господня, с трапезной и деревянной колокольней. Позже он ходатайствовал о строительстве ещё одного теплого придела — в честь Казанской иконы Божией Матери, который был освящён 8 февраля 1768 года в честь Рождества Божией Матери.
В 1823 году под осевшую деревянную церковь подвели каменный фундамент, деревянная крыша была заменена железной, также был обновлён иконостас. По состоянию на 1844 год к Крестовоздвиженскому храму была приписана церковь в честь Рождества Христова в селе Мелихове (ныне Чеховского района). Летом 1847 года на новом месте на средства московских купцов Толоконниковых началось строительство нового каменного здания церкви. Новый храм был с Казанским и Никольским приделами был построен в 1855 году, а освящён в 1858 году. Позже храм обнесли каменной оградой с металлическими решетками и построили красивые двухстворчатые ворота. В 1893 году здесь была открыта земская школа с народной библиотекой.
Пережив Октябрьскую революцию, храм пострадал в советский период гонения на церковь. В 1930-е годы, после закрытия и разграбления здание церкви использовали под зернохранилище, потом забросили. Снова храм открылся в 1995 году после распада СССР. Летом этого же года в нём был совершён первый молебен, а в праздник апостолов Петра и Павла отслужили первую Божественную литургию. Восстановление церкви продолжалось в течение 2000-х и в начале 2010-х годов. В июле 2015 года работы были окончены и храм приобрёл первозданный вид.
Настоятель — священник Евгений Горюнов.